# 青岛第十中学

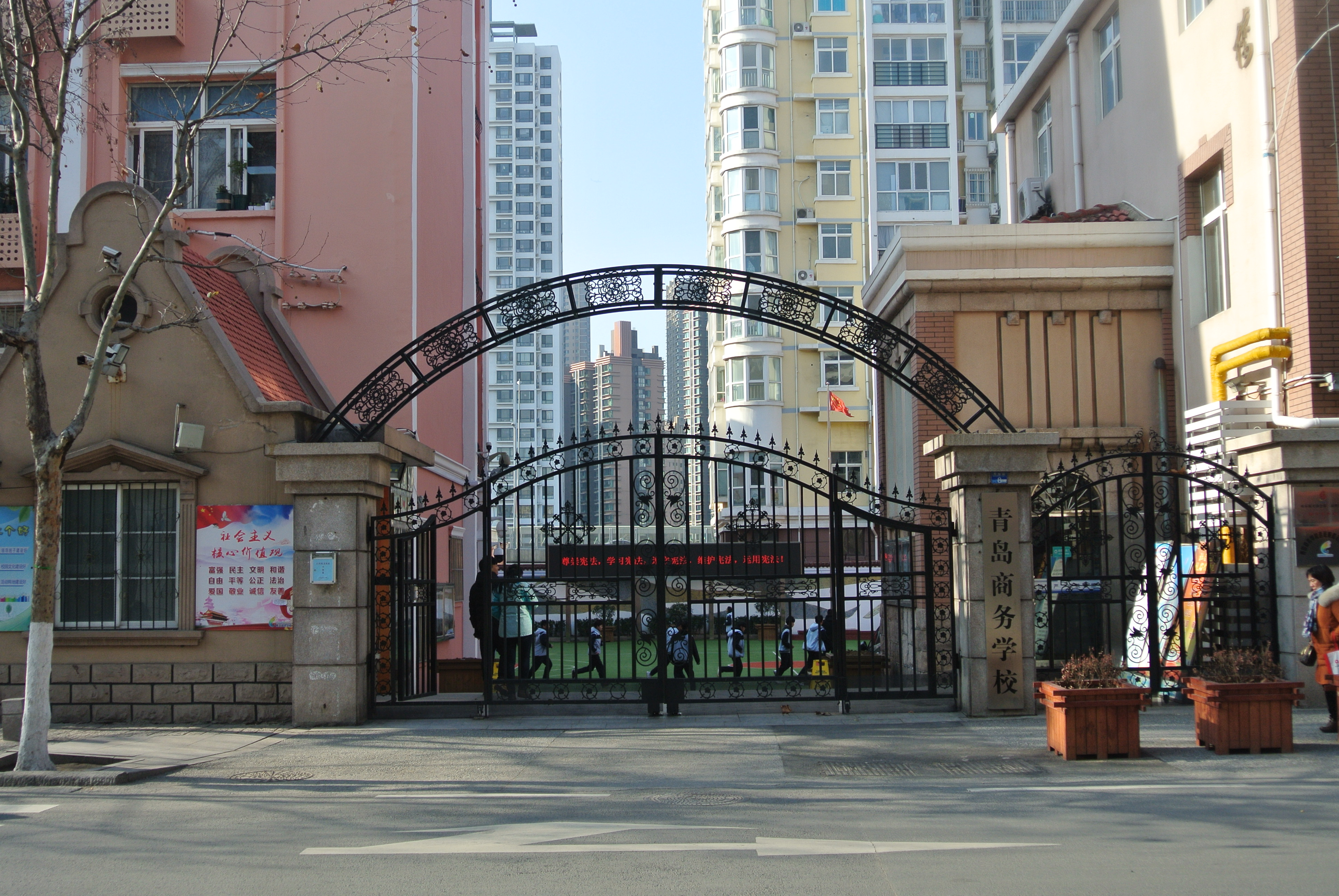
馆陶路8号原青岛十中校舍正门

山东省青岛第十中学，简称青岛十中，曾用名青岛艺德实验学校，原校址位于馆陶路8号，2008年撤销并入青岛外事服务职业学校。
36°04′37.8″N 120°18′55.6″E / 36.077167°N 120.315444°E

## 校史
1935年，天主教会借私立明德小学房间创建私立明德中学（以已故天主教神甫白明德命名），最初仅有2个班，后因经费困难而停办。1946年，明德中学复校，校址设于馆陶路上海路路口原日侨所建立的青岛纮宇高等女学校校址（最初为捷成洋行青岛分行办公楼，今“明德楼”），仅设初中部。1947年，鲁东联立临时中学第一分校（又称莱阳流亡中学）迁入明德中学南侧的一栋仓库建筑（今“艺德楼”原址），两校之间隔有一道墙。
1949年9月，原莱阳中学改名为青岛第四中学。1951年，青岛四中在德平路原日本海军集会所旧址开设分校。1952年9月，青岛四中本部与私立明德中学合并为青岛第十中学，两校校舍亦合并，原四中分校改为青岛四中至今。
1973年，十中增设高中部。1980年，高中部增招职业班，1987年高中部改为职业高中，并加挂“青岛美容职业高级中学”牌子。1998年夏撤销职高，重新改为初中。2002年5月更名为“青岛艺德实验学校”，推行小班化教学和美术特色教育改革试验。2006年6月因全市中学布局调整而停止招生。2008年10月撤销并入青岛外事服务职业学校（即青岛第十二中学）。2018年8月，馆陶路原十中校舍改为青島商務學校馆陶路校区。